# Hamburg Masters 2000
L'Hamburg Masters 2000 è stato un torneo di tennis giocato sulla terra rossa. È stata la 94ª edizione dell'Hamburg Masters, che fa parte della categoria ATP Masters Series nell'ambito dell'ATP Tour 2000. Si è giocato al Rothenbaum Tennis Center di Amburgo in Germania, dal 15 al 22 maggio 2000.

## Campioni

### Singolare
Gustavo Kuerten ha battuto in finale  Marat Safin con il punteggio di 6–4, 5–7, 6–4, 5–7, 7–6(3).

### Doppio
Todd Woodbridge /  Mark Woodforde hanno battuto in finale  Wayne Arthurs /  Sandon Stolle con il punteggio di 6(4)–7, 6–4, 6–3.